# Oberhoffen-sur-Moder
Oberhoffen-sur-Moder je občina v departmaju Bas-Rhin francoske regije Alzacija.
Leta 1990 je v občini živelo 2 930 oseb oz. 206 oseb/km².